# خط طول 71° غرب
خط طول 71° غرب هو أحد خطوط الطول الجغرافية، والتي تمتد من القطب الشمالي الجغرافي إلى القطب الجنوبي الجغرافي، وحسب التحويل الزمني يتأخر خط طول 71° غرب عن خط غرينتش بـ4 ساعات و44 دقيقة.

## من القطب إلى القطب
ينطلق خط طول 71° غرب من القطب الشمالي نحو القطب الجنوبي مرورا بالمناطق التي ترد في الجدول التالي:
| الإحداثيات                         | البلد أو الإقليم أو البحر | ملاحظات |
| ---------------------------------- | ------------------------- | --- |
| 90°0′N 71°0′W / 90.000°N 71.000°W  | المحيط المتجمد الشمالي    | |
| 83°6′N 71°0′W / 83.100°N 71.000°W  | كندا                      | نونافوت – جزيرة إليسمير |
| 79°50′N 71°0′W / 79.833°N 71.000°W | مضيق ناريس                | |
| 78°37′N 71°0′W / 78.617°N 71.000°W | جرينلاند                  | |
| 77°46′N 71°0′W / 77.767°N 71.000°W | خليج بافن                 | |
| 77°28′N 71°0′W / 77.467°N 71.000°W | جرينلاند                  | Herbert Island |
| 77°22′N 71°0′W / 77.367°N 71.000°W | خليج بافن                 | |
| 77°9′N 71°0′W / 77.150°N 71.000°W  | جرينلاند                  | |
| 76°58′N 71°0′W / 76.967°N 71.000°W | خليج بافن                 | |
| 71°3′N 71°0′W / 71.050°N 71.000°W  | كندا                      | نونافوت – بافن (جزيرة) و الجزيرة الكبرى [لغات أخرى]‏ |
| 62°49′N 71°0′W / 62.817°N 71.000°W | مضيق هدسون                | |
| 61°8′N 71°0′W / 61.133°N 71.000°W  | كندا                      | كيبك |
| 45°21′N 71°0′W / 45.350°N 71.000°W | الولايات المتحدة          | مين نيوهامبشير – من 43°58′N 71°0′W / 43.967°N 71.000°W ماساتشوستس – من 42°52′N 71°0′W / 42.867°N 71.000°W |
| 42°21′N 71°0′W / 42.350°N 71.000°W | المحيط الأطلسي            | Boston Harbor – مرورا بشرق بوسطن, ماساتشوستس, الولايات المتحدة (في 42°22′N 71°3′W / 42.367°N 71.050°W) |
| 42°16′N 71°0′W / 42.267°N 71.000°W | الولايات المتحدة          | ماساتشوستس |
| 41°31′N 71°0′W / 41.517°N 71.000°W | المحيط الأطلسي            | مرورا بغرب Cuttyhunk Island, ماساتشوستس, الولايات المتحدة (في 41°25′N 70°57′W / 41.417°N 70.950°W) · مرورا بغرب the جزيرة مارثا فينيارد, ماساتشوستس, الولايات المتحدة (في 41°20′N 70°50′W / 41.333°N 70.833°W) · مرورا بشرق جزيرة غراند تورك [لغات أخرى]‏, جزر توركس وكايكوس (في 21°30′N 71°7′W / 21.500°N 71.117°W) |
| 19°56′N 71°0′W / 19.933°N 71.000°W | جمهورية الدومينيكان       | جزيرة هيسبانيولا |
| 18°18′N 71°0′W / 18.300°N 71.000°W | البحر الكاريبي            | |
| 11°6′N 71°0′W / 11.100°N 71.000°W  | فنزويلا                   | |
| 6°59′N 71°0′W / 6.983°N 71.000°W   | كولومبيا                  | |
| 2°17′S 71°0′W / 2.283°S 71.000°W   | بيرو                      | |
| 4°23′S 71°0′W / 4.383°S 71.000°W   | البرازيل                  | الأمازون (ولاية) Acre – من 8°0′S 71°0′W / 8.000°S 71.000°W |
| 9°49′S 71°0′W / 9.817°S 71.000°W   | بيرو                      | |
| 17°53′S 71°0′W / 17.883°S 71.000°W | المحيط الهادئ             | |
| 27°41′S 71°0′W / 27.683°S 71.000°W | تشيلي                     | |
| 36°29′S 71°0′W / 36.483°S 71.000°W | الأرجنتين                 | |
| 38°21′S 71°0′W / 38.350°S 71.000°W | تشيلي                     | |
| 38°46′S 71°0′W / 38.767°S 71.000°W | الأرجنتين                 | |
| 52°0′S 71°0′W / 52.000°S 71.000°W  | تشيلي                     | |
| 53°48′S 71°0′W / 53.800°S 71.000°W | مضيق ماجلان               | |
| 54°5′S 71°0′W / 54.083°S 71.000°W  | تشيلي                     | Aracena Island, الجزيرة الكبرى لأرض النار, Stewart Island و Londonderry Island |
| 54°59′S 71°0′W / 54.983°S 71.000°W | المحيط الهادئ             | |
| 60°0′S 71°0′W / 60.000°S 71.000°W  | المحيط الجنوبي            | |
| 68°52′S 71°0′W / 68.867°S 71.000°W | القارة القطبية الجنوبية   | جزيرة ألكسندر و mainland – المطالب الإقليمية بالقارة القطبية الجنوبية by الأرجنتين (المقاطعة الأرجنتينية بالقارة القطبية الجنوبية), تشيلي (المقاطعة التشيلية بالقارة القطبية الجنوبية) و المملكة المتحدة (المقاطعة البريطانية بالقارة القطبية الجنوبية)                                                             |